# Bakterienkultur

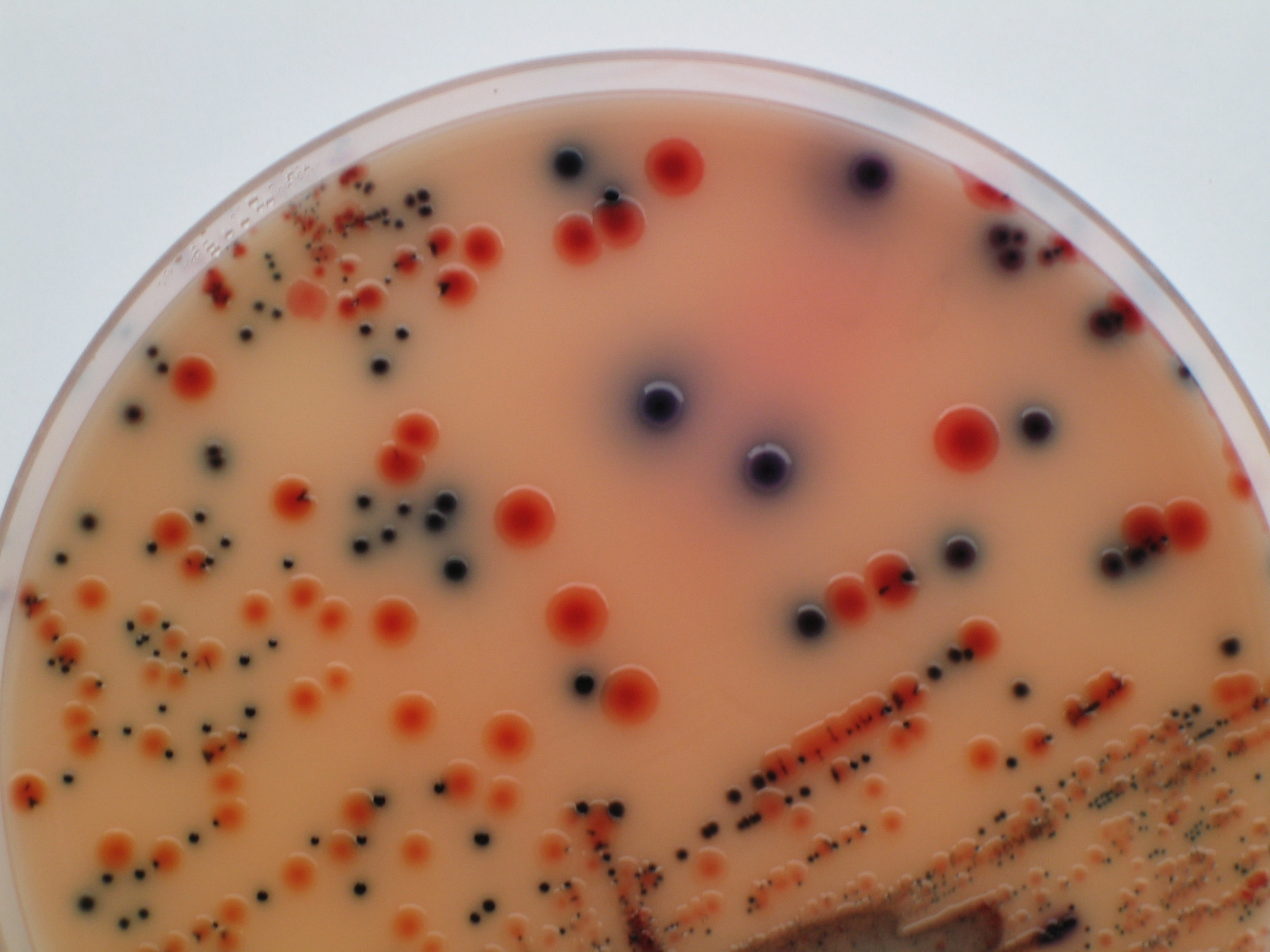
Rote Kolonien: Salmonella enterica,
blau-violette Kolonien: Enterobakterien, die β-Galactosidase spalten (hauptsächlich Coliforme Bakterien)
auf Rambach-Agar

Als Bakterienkultur wird die Vermehrung von Bakterien in einer geeigneten Umgebung bezeichnet. Sie werden für wissenschaftliche, technische und diagnostische Zwecke angelegt. Von besonderer Bedeutung sind Reinkulturen, d. h. Kulturen, in denen sich nur Bakterien eines Klons befinden und andere Lebewesen nicht von außen eindringen können. Dazu ist erforderlich, dass das Kulturgefäß entweder vollständig verschlossen ist, auch gasdicht, oder dass ein Gasaustausch mit der Luft nur unter Ausschluss des Eindringens von Mikroorganismen von außen möglich ist.
Gleiches gilt für Archaeen – die man bis in die 1970er Jahre von Bakterien noch gar nicht unterschieden hatte – und damit für alle Prokaryoten.

## Diagnostische Bakterienkultur
In der Medizinischen Mikrobiologie sollen durch Kultivierung schädliche Bakterien erkannt werden und weiteren Analysen zugänglich gemacht werden. Dazu werden Proben (zum Beispiel Stuhl, Urin, Blut, Auswurf) in ein flüssiges Kulturmedium (in einem Glasgefäß) eingebracht oder per Ausstrich auf die Oberfläche eines „festen“ Nährmediums (ein Agar-haltiges Gel, meistens in einer flachen Schale, einer Petrischale) aufgebracht und ein bis mehrere Tage bei geeigneter Temperatur, meistens bei etwa 37 °C, inkubiert (siehe auch Nährmedium). Die Bakterienkulturen werden meist im Rahmen eines spezialisierten medizinisch-diagnostischen Labors angelegt und beurteilt (Archaeen sind bislang als Krankheitserreger von Mensch und Tier noch nicht in Erscheinung getreten).

## Sammlungen von Mikroorganismen
Bakterien- und Archaeenkulturen werden dauerhaft in Sammlungen von Mikroorganismen wie der Deutschen Sammlung von Mikroorganismen und Zellkulturen auf Vorrat gehalten. Die Aufgabe solcher Institutionen besteht in der Stammerhaltung beschriebener Bakterien- und Archaeenstämme, der Katalogisierung der Stämme und der Bereitstellung von Untersuchungsmaterial für physiologische und biochemische Untersuchungen. Derartige Sammlungen enthalten u. a. Typusstämme, also Stämme, die typisch für eine neu beschriebene Art sind, sowie Referenzstämme für Untersuchungen, in denen das Ergebnis eines Stammes für die Qualitätskontrolle vorhersehbar sein muss (z. B. bei Empfindlichkeitsprüfungen gegenüber Antibiotika oder diagnostischen Untersuchungen).
Neu beschriebene Bakterienarten sollen in mindestens zwei verschiedenen Sammlungen in verschiedenen Ländern kultiviert werden, gleiches gilt für Archaeen. Ist die Reinkultur einer neuen Bakterien- oder Archaeenart nicht möglich, gilt sie nach den Regeln des International Code of Nomenclature of Prokaryotes nicht als vollständig beschrieben. Als Vorstufe zur endgültigen Beschreibung soll dem Namen der neuen Art die Bezeichnung Candidatus vorangestellt werden, bis sie kultiviert werden kann.
Die folgende Tabelle gibt einen Überblick über wichtige Stammsammlungen (Sammlungen von Prokaryotenstämmen) in verschiedenen Ländern, die von internationaler Bedeutung sind. In wissenschaftlichen Publikationen über eine Bakterien- oder Archaeenart wird meist auf eine durch das jeweilige Institut vergebene Katalognummer verwiesen, so steht beispielsweise die Angabe Micrococcus luteus DSM 20030 für den bei der DSMZ unter der Nummer 20030 gelagerten Stamm des Bakteriums, dieser lässt sich auf den von Alexander Fleming 1929 als Micrococcus lysodeikticus bezeichneten Bakterienstamm zurückführen.
| Abkürzung der Sammlung       | Name                                                                                             | Ort                                             |
| ---------------------------- | ------------------------------------------------------------------------------------------------ | ----------------------------------------------- |
| ATCC                         | American Type Culture Collection                                                                 | USA, in Manassas, Virginia                      |
| NCIMB (früher NCIB und NCMB) | National Collection of Industrial, Food and Marine Bacteria                                      | Vereinigtes Königreich, in Aberdeen, Schottland |
| NCTC                         | National Collection of Type Cultures, Central Public Health Laboratory                           | Vereinigtes Königreich, in London               |
| CNCM                         | Collection Nationale de Cultures de Microorganismes, Institut Pasteur                            | Frankreich, in Paris                            |
| CIP                          | Collection de l'Institut Pasteur, Institut Pasteur                                               | Frankreich, in Paris                            |
| LMG                          | BCCM/LMG Belgian Co-ordinated Collections of Microorganismsm, Universität Gent                   | Belgien, in Gent                                |
| CBS                          | Netherlands Culture Collection of Bacteria (NCCB), Centraalbureau voor Schimmelcultures (CBS)    | Niederlande, in Utrecht                         |
| DSM                          | Leibniz-Institut DSMZ – Deutsche Sammlung von Mikroorganismen und Zellkulturen                   | Deutschland, in Braunschweig                    |
| CCUG                         | Culture Collection, Universität Göteborg                                                         | Schweden, in Göteborg                           |
| CCM                          | Czech Collection of Microorganisms                                                               | Tschechische Republik, in Brno                  |
| CGMCC                        | China General Microbiological Culture Collection Centre, Chinesische Akademie der Wissenschaften | Volksrepublik China, in Peking                  |
| JCM                          | Japan Collection of Microorganisms, RIKEN BioResource Center                                     | Japan, in Tsukuba (Ibaraki)                     |